# Cephaloleia vittipennis
Cephaloleia vittipennis es un insecto coleóptero de la familia Chrysomelidae.
Fue descrita científicamente en 1910 por Weise.